# Boys (Summertime Love)
Cet article possède des paronymes, voir Boys et Boys, Boys, Boys.
Singles de Sabrina
Lady Marmalade
(1987) Hot Girl
(1987)
Pistes de Sabrina
Hot Girl
Boys (Summertime Love) est une chanson de la chanteuse italienne Sabrina sortie en 1987 sous le label Baby Records. 3e single extrait de son premier album studio Sabrina (1987). Boys (Summertime Love) devient un tube rencontrant le succès dans de nombreux pays, le single se hisse à la première place en Espagne, en Suisse, en France et en Italie. Au Royaume-Uni, il s'agit du premier single de Sabrina. La chanson a été remixée à deux reprises : en 1995 comme Boys '95 et en 2003 Boys Boys Boys (The Dance Remixes).

## Clip vidéo
Le clip accompagnant "Boys (Summertime Love)" a été filmé en avril 1987 à l'hôtel Florida à Jesolo, en Italie. Dans ce clip, Sabrina patauge dans une piscine, tandis que le haut de son bikini glisse sans cesse vers le bas, dévoilant ainsi à plusieurs reprises des quantités variables de ses tétons. En conséquence, la BBC a ajouté des barres noires autour de l'image lorsque la vidéo a été diffusée sur Top of the Pops en juin 1988, la recadrant ainsi en écran large. Il reste l'un des clips vidéo les plus téléchargés sur Internet.

## Liste des pistes
7" single Chic
1. "Boys (Summertime Love)" — 3:56
2. "Get Ready (Holiday Rock)" — 3:20

7" single Dureco Benelux
1. "Boys	(Summertime Love)" — 3:30
2. "Get Ready (Holiday Rock)" — 3:30

12" single
1. "Boys (Summertime Love)" (extended mix) — 5:40
2. "Boys (Summertime Love)" (dub version) — 5:35
3. "Get Ready (Holiday Rock)" — 3:30

CD single - 1995 release
1. "Boys '95" (Radio Lovers Remix) - 5:36
2. "Boys '95" (N.Y.D.P. Mix) - 3:40

## Classements, certifications et successions
| Classement (1987-1988)                            | Meilleure position |
| ------------------------------------------------- | ------------------ |
| Australie (ARIA)                                  | 11                 |
| Autriche (Ö3 Austria Top 40)                      | 5                  |
| Europe (Eurochart Hot 100)                        | 3                  |
| Finlande (Suomen virallinen lista)                | 2                  |
| France (SNEP)                                     | 1                  |
| Allemagne (Media Control Charts)[réf. nécessaire] | 2                  |
| Irlande (IRMA)                                    | 3                  |
| Italie (FIMI)                                     | 4                  |
| Pays-Bas (Nederlandse Top 40)                     | 4                  |
| Norvège (VG-lista)                                | 3                  |
| Espagne (AFYVE)                                   | 2                  |
| Suède (Sverigetopplistan)                         | 5                  |
| Suisse (Schweizer Hitparade)                      | 1                  |
| Royaume-Uni (The Official Charts Company)         | 3                  |

| Classement (1987)            | Position |
| ---------------------------- | -------- |
| Pays-Bas Dutch Top 40        | 36       |
| Suisse (Schweizer Hitparade) | 7        |
| Classement (1988)            | Position |
| Australie (ARIA)             | 41       |

| Pays      | Certification | Date | Ventes certifiés | Ventes physique |
| --------- | ------------- | ---- | ---------------- | --------------- |
| France    | Or            | 1988 | 500,000          | 683,000         |
| Allemagne | Or            | 1987 | 250,000          |                 |

En 2023, Boys (Summertime Love) est adapté en français par la chanteuse Gervaise sous le titre Sabrina (Boys Boys Boys).